# Jama stawowa

Budowa stawu

Jama stawowa (łac. cavum articulare) – szczelinowata przestrzeń między kontaktującymi się ze sobą powierzchniami stawowymi, wypełniona biologicznym środkiem zmniejszającym tarcie, czyli mazią stawową zawierającą bardzo dużo tłuszczowców. Panuje wewnątrz odpowiednie ciśnienie wewnątrzstawowe regulowane ilością mazi stawowej, napięciem mięśni otaczających staw oraz będące pod wpływem zewnętrznego ciśnienia powietrza atmosferycznego.
Wielkość jamy stawowej może być różna; u człowieka waha się od kilku mililitrów w najmniejszych stawach do ponad 300 ml w stawie kolanowym (łącznie z kaletkami maziowymi). W stanach zapalnych przez silniejsze wydzielanie mazi stawowej przez błonę maziową wzrasta ciśnienie wewnątrzstawowe a powiększona jama stawowa dużych stawów może zawierać ok. 1,5 litra płynu. Szczelina stawowa może być wyczuwalna, u osób chudych nawet widoczna, jak np. w stawach paliczków czy w stawie kolanowym.